# Кирліджеле (комуна)
Кирліджеле (рум. Cârligele) — комуна у повіті Вранча в Румунії. До складу комуни входять такі села (дані про населення за 2002 рік):
- Блідарі (663 особи)
- Бонцешть (464 особи)
- Делхеуць (708 осіб)
- Кирліджеле (1092 особи) — адміністративний центр комуни

Комуна розташована на відстані 157 км на північний схід від Бухареста, 8 км на захід від Фокшан, 78 км на захід від Галаца, 114 км на схід від Брашова.

## Населення
За даними перепису населення 2002 року у комуні проживали 2927 осіб, усі — румуни. Усі жителі комуни рідною мовою назвали румунську.
Склад населення комуни за віросповіданням:
| Релігія       | Кількість осіб | Відсоток |
| ------------- | -------------- | -------- |
| православні   | 2914           | 99,6%    |
| п'ятдесятники | 9              | 0,3%     |
| лютерани      | 4              | 0,1%     |